# Radio K.A.O.S.
Radio K.A.O.S. är ett konceptalbum av Roger Waters (hans andra soloalbum) som släpptes i juni 1987. Handlingen kretsar kring Billy, en 23-årig handikappad man som kan höra radiovågor i huvudet.

## Låtlista
1. "Radio Waves" – 4:58
2. "Who Needs Information" – 5:55
3. "Me or Him" – 5:23
4. "The Powers That Be" – 4:36
5. "Sunset Strip" – 4:45
6. "Home" – 6:00
7. "Four Minutes" – 4:00
8. "The Tide Is Turning (After Live Aid)" – 5:43

## Producerades av
- Ian Ritchie
- Roger Waters
- Nick Griffiths

## Medverkande
- Roger Waters - Sång, gitarr, bas, keyboard
- Andy Fairweather Low - Gitarr
- Mel Collins - Saxofon
- Ian Ritchie - Programmering, piano, keyboard, saxofon
- Graham Broad - Trummor
- John Linwood - Trummor
- Nick Glenny-Smith - Bas
- Matt Irving - Hammondorgel
- Paul Carrack - Sång
- Clare Torry - Sång
- Suzanne Rhatigan - Bakgrundssång
- Kate Kissoon, Doreen Chanter, Madeline Bell, Steve Langer, Vicky Brown - Bakgrundssång
- John Phirkell - Trumpet
- Peter Thoms - Trombon